# 滝ノ水
滝ノ水（たきのみず）は、愛知県名古屋市緑区の町名。現行行政地名は滝ノ水一丁目から滝ノ水五丁目。住居表示未実施。

## 地理
名古屋市緑区の北東部に位置し、南東に小坂、南に相原郷、南西に大形山、西に旭出、北東に神沢、北に篠の風、北西に上旭と接する。

## 歴史

### 町名の由来
鳴海町の小字名「滝ノ水」による。かつて当地には小さな池があり、二段の滝を成して川（現在の滝の水川）に流れ出していたことからこの名がついたという。

## 世帯数と人口
2019年（平成31年）3月1日現在の世帯数と人口は以下の通りである。
| 丁目         | 世帯数    | 人口    |
| ------------ | --------- | ------- |
| 滝ノ水一丁目 | 532世帯   | 1,297人 |
| 滝ノ水二丁目 | 746世帯   | 2,029人 |
| 滝ノ水三丁目 | 569世帯   | 1,454人 |
| 滝ノ水四丁目 | 788世帯   | 2,029人 |
| 滝ノ水五丁目 | 512世帯   | 1,294人 |
| 計           | 3,147世帯 | 8,103人 |

### 人口の変遷
国勢調査による人口の推移
| 1995年（平成7年）  | 4,675人 | [ 7 ]  |  |
| 2000年（平成12年） | 7,393人 | [ 8 ]  |  |
| 2005年（平成17年） | 7,935人 | [ 9 ]  |  |
| 2010年（平成22年） | 8,129人 | [ 10 ] |  |
| 2015年（平成27年） | 7,953人 | [ 11 ] |  |

## 学区
市立小・中学校に通う場合、学校等は以下の通りとなる。また、公立高等学校に通う場合の学区は以下の通りとなる。
| 丁目         | 番・番地等 | 小学校                 | 中学校                 | 高等学校 |
| ------------ | ---------- | ---------------------- | ---------------------- | -------- |
| 滝ノ水一丁目 | 全域       | 名古屋市立滝ノ水小学校 | 名古屋市立滝ノ水中学校 | 尾張学区 |
| 滝ノ水二丁目 | 全域       | 名古屋市立滝ノ水小学校 | 名古屋市立滝ノ水中学校 | 尾張学区 |
| 滝ノ水三丁目 | 全域       | 名古屋市立小坂小学校   | 名古屋市立滝ノ水中学校 | 尾張学区 |
| 滝ノ水四丁目 | 全域       | 名古屋市立小坂小学校   | 名古屋市立滝ノ水中学校 | 尾張学区 |
| 滝ノ水五丁目 | 全域       | 名古屋市立滝ノ水小学校 | 名古屋市立滝ノ水中学校 | 尾張学区 |

## 施設
- 滝ノ水緑地
- 名古屋市立滝ノ水小学校
- 名古屋市立滝ノ水中学校
- バロー 滝ノ水店

## その他

### 日本郵便
- 郵便番号 : 458-0021[3]（集配局：緑郵便局[14]）。